# تشارلز أ. بلاك
تشارلز أ. بلاك هو طبيب وسياسي كندي، ولد في 1837، وتوفي في 1901. انتخب عضو الجمعية التشريعية لنيو برونزويك ‏.